# Natação artística no Campeonato Europeu de Esportes Aquáticos de 2022 - Rotina livre dueto
A prova da rotina livre dueto da natação artística no Campeonato Europeu de Esportes Aquáticos de 2022 ocorreu entre nos dias 12 e 13 de agosto no Foro Italico, em Roma na Itália.

## Calendário
| Fase       | Data         | Hora  |
| ---------- | ------------ | ----- |
| Preliminar | 12 de agosto | 09:30 |
| Final      | 13 de agosto | 15:00 |

Todos os horários estão no horário local (UTC+1)

## Medalhistas
| Ouro                                              | Prata                                                    | Bronze                                  |
| Ucrânia · Maryna Aleksiiva · Vladyslava Aleksiiva | Áustria · Anna-Maria Alexandri · Eirini-Marina Alexandri | Itália · Linda Cerruti · Costanza Ferro |

## Resultados
Esses foram os resultados da competição.
| Pos.              | Nadadora      | Nacionalidade                                | Preliminar | Preliminar | Final         | Final         |
| Pos.              | Nadadora      | Nacionalidade                                | Pontos     | Pos.       | Pontos        | Pos.          |
| ----------------- | ------------- | -------------------------------------------- | ---------- | ---------- | ------------- | ------------- |
| Medalha de ouro   | Ucrânia       | Maryna Aleksiiva Vladyslava Aleksiiva        | 94.3667    | 1          | 94.7333       | 1             |
| Medalha de prata  | Áustria       | Anna-Maria Alexandri Eirini-Marina Alexandri | 92.6000    | 2          | 93.0000       | 2             |
| Medalha de bronze | Itália        | Linda Cerruti Costanza Ferro                 | 90.6667    | 3          | 91.7000       | 3             |
| 4                 | Grécia        | Sofia Malkogeorgou Evangelia Platanioti      | 90.0000    | 4          | 90.2667       | 4             |
| 5                 | Países Baixos | Bregje de Brouwer Marloes Steenbeek          | 86.1000    | 5          | 87.1667       | 5             |
| 6                 | Israel        | Shelly Bobritsky Ariel Nassee                | 85.0667    | 6          | 86.0333       | 6             |
| 7                 | Reino Unido   | Kate Shortman Isabelle Thorpe                | 83.9667    | 7          | 84.9667       | 7             |
| 8                 | Alemanha      | Marlene Bojer Michelle Zimmer                | 83.7333    | 8          | 83.6337       | 8             |
| 9                 | Portugal      | Maria da Silva Jorge Cheila Vieira           | 80.9667    | 9          | 81.2000       | 9             |
| 10                | San Marino    | Jasmine Verbena Jasmine Zonzini              | 80.6333    | 10         | 81.100        | 10            |
| 11                | Liechtenstein | Noemi Büchel Nadina Klauser                  | 78.5333    | 11         | 79.4000       | 11            |
| 12                | Chéquia       | Karolína Klusková Aneta Mrázková             | 77.5333    | 12         | 77.5333       | 12            |
| 13                | Sérvia        | Sofija Džipković Jelena Kontić               | 75.6000    | 13         | Não avançaram | Não avançaram |
| 14                | Croácia       | Antonija Huljev Klara Šilobodec              | 75.6000    | 14         | Não avançaram | Não avançaram |
| 15                | Bulgária      | Nia Atanasova Dalia Penkova                  | 74.6667    | 15         | Não avançaram | Não avançaram |
| 16                | Suécia        | Anna Högdal Clara Ternström                  | 78.5333    | 16         | Não avançaram | Não avançaram |
| 17                | Dinamarca     | Karoline Christensen Mia Heide               | 71.1000    | 17         | Não avançaram | Não avançaram |
| 18                | Turquia       | Selin Telci Ece Üngör                        | 70.9333    | 18         | Não avançaram | Não avançaram |